# 帕特里斯·巴伊-萨兰
帕特里斯·巴伊-萨兰（法語：Patrice Bailly-Salins，1964年6月21日—），法国男子冬季两项运动员。他曾代表法国参加1992年、1994年和1998年冬季奥林匹克运动会冬季两项比赛，获得一枚铜牌。